# L.A. State of Mind
| Recensione | Giudizio |
| ---------- | -------- |
| AllMusic   |          |

L.A. State of Mind è il secondo album della cantautrice britannica Melanie Brown.
È il secondo lavoro della cantante dopo cinque anni dall'album di debutto, che ebbe scarso successo commerciale.
L'album, pubblicato il 27 giugno 2005 dall'etichetta discografica Amber Cafè, è stato promosso da un solo singolo, Today, che però ha raggiunto appena la posizione numero quarantuno della classifica britannica e ha portato la cantante ad abbandonare la promozione dell'album stesso.
È stata pubblicata anche una versione in edizione limitata dell'album che includeva un DVD bonus. Questo conteneva L.A. State of Mind: The Documentary, un documentario di 30 minuti.

## Tracce
CD (Amber Cafe 5035980111908)
Testi e musiche di Melanie Brown e Kevin Malpass, eccetto dove indicato.
1. Today – 3:16 (Kevin Malpass)
2. Stay in Bed Days – 4:04
3. Beautiful Girl – 3:48
4. Music of the Night (Perdido) – 3:48
5. If I Had My Life Again – 4:42
6. In Too Deep – 4:00
7. Sweet Pleasure – 3:39
8. L.A. State of Mind – 3:43
9. Say Say Say – 3:53
10. Bad, Bad Girl – 3:25
11. Hold On – 3:55